# Neurowear
neurowearは、脳波を利用する装置やブレイン・マシン・インタフェース関連の機器を開発するプロジェクト。機器本体の製造は、独自の脳波信号を収集する超小型チップ及びセンサー技術を開発・保有するニューロスカイが手掛けた。

## 概要
脳波を利用する装置やウェアラブルデバイス等を開発する。

## 製品

### necomimi

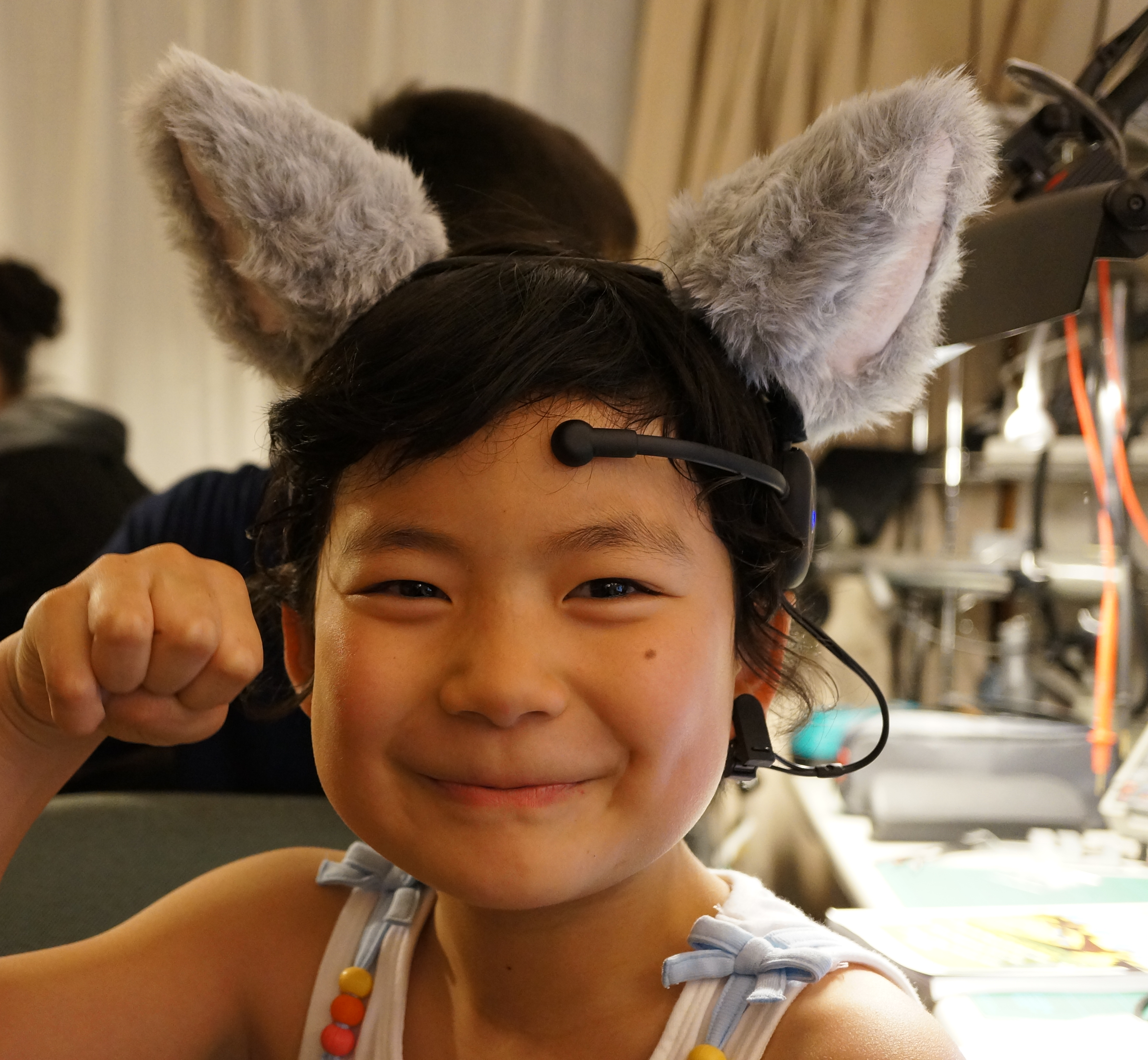

ユカイ工学とニューロスカイとの共同開発で脳波を検出して猫型の耳を動かし、その動きで装着者の気分を表現する。TIME誌の「Best inventions of 2011」に選定された。
2012年にはおおかみこどもの雨と雪とのコラボレーションで限定版が製造された。
2021年7月14日に、ニューロスカイがnecomimi第２世代版をクラウドファンディングのMakuakeで、コロナ禍の社会課題の払拭に役立てようと、先行販売を開始した。

### neurocam
脳波を検出して関心のある対象を撮影する。

### shippo
脳波や心拍などの生体信号を検出して尻尾を動かし、その動きで装着者の気分を表現する。